# Anna Roussillon
Pour les articles homonymes, voir Roussillon.
Anna Roussillon est une enseignante et réalisatrice française née en 1980 à Beyrouth.

## Biographie
Anna Roussillon a vécu au Caire avant de s'installer à Paris. Devenue enseignante après des études consacrées à la philosophie, la linguistique, les langues, la littérature et la civilisation arabes, elle a tourné en 2014 un premier long métrage documentaire, Je suis le peuple.

## Filmographie
- 2016 : Je suis le peuple